# Сенді Денніс
Сандра Дейл «Сенді» Денніс (англ. Sandra Dale «Sandy» Dennis; 27 квітня 1937 — 2 березня 1992) — американська акторка, лауреатка премії «Оскар» в 1967 році.

## Біографія
Народилася 27 квітня 1937 року в місті Хастінгс в штаті Небраска, в сім'ї секретарки Івон і поштового клерка Джека Денніса. Мала брата Френка. Дитинство пройшло в місті Лінкольн, де вона брала участь у місцевій театральній трупі, а у 19 років переїхала в Нью-Йорк.
У 1956 році Сенді Денніс дебютувала на телебаченні, а в 1961 році вперше з'явилася в кіно, у фільмі «Пишність в траві». Трохи пізніше почала кар'єру в театрі і вже в 1963 році була удостоєна премії «Тоні», як «Найкраща акторка», за роль у п'єсі «Тисяча клоунів». Через рік вона знову отримала «Тоні» за роль в «Будь середовищі». У 1966 році зіграла Гані, дружину персонажа Джорджа Сігала, у фільмі «Хто боїться Вірджинії Вульф?», яка принесла їй премію «Оскар» за найкращу жіночу роль другого плану. Її подальшими успішними ролями стали Сільвія в екранізації однойменного роману Бел Кауфман «Вгору сходами, що ведуть униз» (1967), Сара в романтичній картині «Солодкий листопад» (1968) і Мона в екранізації п'єси Еда Гражіка «Приходь до мене на зустріч, Джиммі Дін, Джиммі Дін» (1982).
Протягом довгого часу акторка була разом з джазовим музикантом Джеррі Малліганом, з яким розлучилася в 1976 році. З 1980 по 1985 рік вона жила з актором Еріком Робертсом.
Сенді Денніс померла від раку яєчника 2 березня 1992 в місті Вестпорт, штат Коннектикут, у віці 54 років.

## Вибрана фільмографія
- 1966 — Хто боїться Вірджинії Вульф? — Гані
- 1976 — Бог велів мені — Марта Ніколас
- 1982 — Повертайся о п'ятій і десятій, Джиммі Діне, Джиммі Діне — Мона
- 1988 — Інша жінка — Клер
- 1989 — Батьки — Міллі Дью